# Walter Müller (gimnastyk)
Walter Müller (ur. 31 grudnia 1930 w Neunkirchen, zm. 21 maja 2021 tamże) – niemiecki gimnastyk z Protektoratu Saary,  uczestnik LIO 1952.
Na igrzyskach startował w sześciu konkurencjach gimnastycznych: w ćwiczeniach wolnych (164. miejsce), w skoku przez konia (128. miejsce), w ćwiczeniach na poręczach (140. miejsce), w ćwiczeniach na drążku (106. miejsce), w ćwiczeniach na kółkach (151. miejsce) i na ćwiczeniach na koniu z łękami (150. miejsce). W łącznej klasyfikacji wielobojowej został sklasyfikowany na 143. miejscu, a drużynowo zajął 22. miejsce.